# Деревянное (Карелия)
Деревя́нное (лив.-карел. Järvenoja, карел. Puujoki) — село в Прионежском районе Республики Карелия, административный центр Деревянского сельского поселения.

## История
Первые сведения о селе Деревянное относятся к XVII веку — в писцовой книге Заонежской половины Обонежской пятины за 1582—1583 годы значится деревня Деревянное на Онего озере. По преданию, ранее на этом месте существовало поселение под названием Деревянской выставки, отделившейся от Шуйского погоста.
Память жителей сохранила ряд легенд о событиях Смутного времени и набегах польско-литовских отрядов. В частности, в народных преданиях о борьбе карельского народа со шведскими и польско-литовскими отрядами.
Церковь в Деревянном была освящена в 1683 году во имя Святого Николая (20 ноября 1935 года постановлением Карельского ЦИК церковь была закрыта и до настоящего времени не сохранилась). Имелась приписная Покровская церковь в селе Ужесельга.
В XIX веке в деревне проживали крестьяне, в основном, русские. Основным занятием было земледелие и отхожие промыслы в Санкт-Петербурге — главным образом, в Деревянном жили мастера по вставке стекол.
Школа была открыта в 1879 году (до этого существовала церковно-приходская школа).
В советское время в Деревянном с 1930-х годах работал леспромхоз, колхоз «Заря», преобразованный в 1940-х годах в отделение совхоза «Маяк».
В 1941 году было захвачено финскими оккупантами, 28 июня 1944 году освобождено в ходе десантной операции Онежской военной флотилии.

## Население
Численность населения в 1905 году составляла 564 человека.
| 2002 | 2009  | 2010  | 2013  |
| ---- | ----- | ----- | ----- |
| 1256 | ↘1203 | ↘1177 | ↗1266 |

## Инфраструктура
В селе есть несколько магазинов, столовая, Дом культуры, МУЗ «Врачебная амбулатория с. Деревянное», отделение связи. В Деревянном находится комбинат народных художественных промыслов «Прионежский». В 2005 г. открыт стадион «Прионежец».
Работает средняя образовательная школа № 9.
Благодаря сухому климату, окружающих село сосновых боров, Деревянное является популярным местом отдыха — в его окрестностях находятся несколько баз отдыха, дачных посёлков и детских оздоровительных лагерей.
В районе Деревянного находится аэродром авиаспортклуба.

## Достопримечательности
- Часовня Петра и Павла[14]
- Памятный знак «Деревянное — 500 лет»
- В четырёх километрах к северу от села по автодороге на Петрозаводск находится мемориал «Красный бор», место массовых казней жертв политических репрессий 1937—1938 годов.
- Братская могила погибших в годы Советско-финляндской войны (1941—1944) 67 советских воинов[15]. В 1961 году на могиле установлен обелиск[16].
- Братская могила советских лётчиков, погибших в воздушных боях 1941—1942 годов. Торжественное захоронение останков, обнаруженных поисковиками в окрестностях села и установка памятника произведено 28 апреля 1995 года[16].
- Братская могила 17 советских воинов, погибших в оборонительных боях 1941 года. Расположена на 5-м км шоссе на Петрозаводск[16].

## Известные уроженцы
- Кикинов Георгий Васильевич (01.03.1923-31.05.1964) — поэт[17]
- Трофимов, Фёдор Алексеевич — писатель, заслуженный работник культуры РСФСР, лауреат Государственной премии КАССР.

## Улицы Деревянного
- Весенняя ул.
- Ветеранов пер.
- Ветеранов ул.
- Заводская ул.
- Заречная ул.
- Заречный пер.
- Ключевской пер.
- Лесная ул.
- Молодёжная ул.
- Набережная ул.
- Набережный пер.
- Новосёлов ул.
- Онежская ул.
- Пионерская ул.
- Пионерский пер.
- Полевая ул.
- Полевой пер.
- Пудожская ул.
- Савкины Поля, местечко
- Слободская ул.
- Совхозная ул.
- Сосновая ул.
- Хутор, местечко
- Юбилейная ул.
- Берёзовая ул.
- Дружбы пер.
- Хвойная ул.